# Sven van Beek

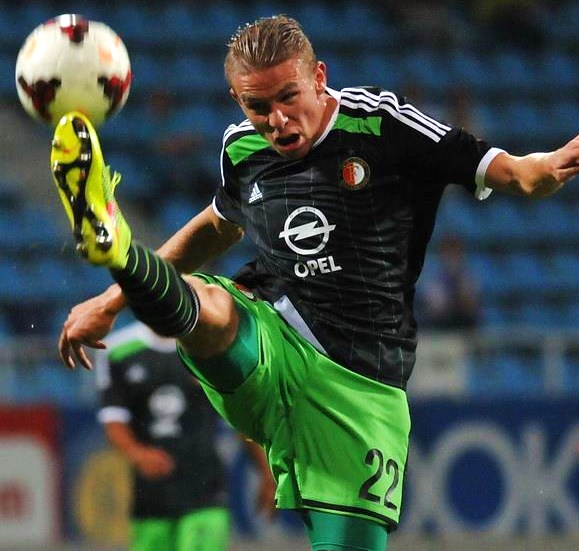
Sven van Beek, 2014

Sven van Beek (* 28. Juli 1994 in Gouda, Niederlande) ist ein niederländischer Fußballspieler, der vorrangig auf der Position des Innenverteidigers eingesetzt wird. Er steht aktuell beim katarischen Klub al-Shahania SC unter Vertrag. Van Beek spielte außerdem für die niederländische U-21-Nationalmannschaft.

## Karriere

### Feyenoord
Van Beek spielte bei verschiedenen Klubs, bis er 2005 zu Feyenoord Rotterdam in die Jugendabteilung wechselte.
Sein Debüt feierte er am 30. Januar 2013 gegen PSV Eindhoven, als er in der 83. Minute eingewechselt wurde. Sein erstes Tor schoss er in einem Europa-League-Spiel gegen Standard Liège.
Nach mehreren Jahren, in denen er mit Verletzungen zu kämpfen hatte, war er ab 2018 oft in der Startelf vertreten.

#### Willem II
Am 1. Februar 2021 wurde Van Beek an Willem II verliehen.

### Heerenveen
Am 19. Juli 2021 unterschrieb Van Beek einen Zweijahresvertrag bei Heerenveen.

### Al-Shahania SC
Im Sommer 2024 wechselte van Beek zum al-Shahania SC.

## Erfolge
- Niederländischer Pokalsieger: 2016
- Niederländischer Meister: 2017